# دمانیسی
دمانیسی (به گرجی: დმანისი) شهری در استان کومو کارتلی گرجستان است. جمعیت این شهر طبق سرشماری سال ۲۰۰۹ میلادی ۳٬۶۰۰ نفر بوده‌است.